# Jack Sheppard
John "Jack" Sheppard, nato John Sheppard (Spitalfields, 4 marzo 1702 – Tyburn, 16 novembre 1724), è stato un criminale britannico.
Sheppard è noto per la sua abilità nel fuggire di prigione. Una sua "Narrazione" autobiografica, probabilmente scritta anonimamente da Daniel Defoe, fu venduta alla sua esecuzione. Il libro venne scritto per l'Applebee's Original Weekly Journal, e ricevette l'approvazione di Sheppard al momento della sua impiccagione nel novembre 1724.
Dall'opera vennero tratte piece teatrali, e il lavoro fu di ispirazione per il personaggio di Macheath ne L'opera del mendicante di John Gay (1728). La fama dell'uomo rimase viva per oltre un secolo, ritornando di moda nel 1840 quando William Harrison Ainsworth scrisse un racconto dal titolo Jack Sheppard, illustrato da George Cruikshank. Il racconto ebbe grande successo, tanto che le autorità londinesi rifiutarono il permesso di rappresentare nuove opere sul criminale per i quarant'anni successivi, temendo tentativi di emulazione.

## Biografia
Sheppard nacque in White's Row, nel sobborgo londinese di Spitalfields. Nel primo ventennio del XVIII secolo, Spitalfields era noto per le condizioni di estrema povertà e la diffusa presenza di rapinatori.
Proveniva da una famiglia di piccoli artigiani, supportata dal padre carpentiere.
Fu battezzato il giorno dopo la nascita, il 5 marzo 1702 presso la chiesa anglicana di St Dunstan, a Stepney: questa fretta indica che i genitori temevano la morte del piccolo, nato molto debole. Ricevette il nome del fratello morto l'anno precedente.
Non usò a lungo il nome John, preferendo essere chiamato Jack, e guadagnandosi il soprannome di "Gentleman Jack" (Jack il gentiluomo).
Aveva un secondo fratello, Thomas, e una sorella, Mary. Sheppard perse il padre in tenera età, e la sorella morì solo due anni dopo.
Senza il lavoro del marito, la madre di Sheppard non era più in grado di sostenere la famiglia, e inviò il giovane di sei anni alla Workhouse del signor Garrett: le Workhouse erano strutture che accoglievano i figli dei poveri, dando loro un'istruzione in cambio di lavoro.
Sheppard intraprese l'apprendistato presso un fabbricante di sedie di vimini, ricevendo un compenso di 20 scellini. L'artigiano però morì poco dopo. Fu mandato da un altro mobiliere, da cui ricevette maltrattamenti.
All'età di 10 anni si trasferì nel negozio di William Kneebone, un mercante di lana londinese con un negozio sullo Strand, dove lavorava la madre del ragazzo. Kneebone insegnò a Sheppard a leggere e scrivere, affidandolo a Owen Wood, un carpentiere di Wych Street presso Drury Lane nel Covent Garden, per imparare un mestiere. Il 2 aprile 1717 Sheppard firmò un contratto di servitù debitoria con l'uomo.
Nei quattro anni successivi Sheppard imparò il lavoro di carpentiere, che praticava con talento e entusiasmo. Per essere un ventenne era di piccola corporatura, alto solo 1 metro e 63 centimetri, gracile e pallido ma di forza sorprendente. Era leggermente balbuziente, cosa che lo rese popolare nelle taverne di Drury Lane.
Intorno al 1721 entrò in contatto con alcuni criminali, probabilmente frequentando la taverna Black Lion di Joseph Hayne, un fabbricante di bottoni della zona che vedeva di buon occhio nella propria locanda apprendisti e rapinatori.
Il Black Lion era frequentato da celebri criminali, come Joseph "Blueskin" Blake, che poi avrebbe lavorato con Sheppard, e da Jonathan Wild, l'autoproclamatosi "Thief-Taker General" che in realtà gestiva un impero criminale nella capitale inglese.
Secondo la sua autobiografia, Sheppard avrebbe preso il vizio del bere proprio alla locanda, e avrebbe iniziato a intrattenere una relazione con Elizabeth Lyon, una prostituta nota come Edgworth Bess (o Edgeworth Bess) per via del suo luogo di nascita, Edgeworth nel Middlesex.
La donna è citata nella The History of the Remarkable Life of John Sheppard, di Daniel Defoe, come causa di sfortune del ragazzo.
Peter Linebaugh tuttavia ritiene che la trasformazione del ragazzo fu dovuta più ad un desiderio di libertà dalle fatiche del lavoro in servitù e all'attrazione effettuata dalle promesse libertine del nascente Partito dei Livellatori.

## La carriera criminale
Sheppard al Black Lion condusse una vita di edonismo, alcolismo e frequentazione di prostitute, perdendo la stima del proprio datore di lavoro.
In difficoltà professionali e con l'istigazione della Lyon, Sheppard decise di ricorrere al crimine per aumentare i propri guadagni.
Il suo primo furto noto è della primavera del 1723, quando rubò due cucchiai d'argento dalla Rummer Tavern di Charing Cross, mentre svolgeva una commissione per il signor Wood. Non venne scoperto, e via via passò a furti sempre più sfrontati, arrivando a rubare dalle case in cui veniva impiegato come carpentiere. Lasciò il lavoro con Wood il 2 agosto 1723, nonostante gli mancassero ancora due anni di apprendistato, e intraprese la carriera di carpentiere ambulante. Riuscì a compiere altri furti, e non venendo scoperto alzò sempre più il tiro, svaligiando negozi finché fu notato dagli uomini di Jonathan Wild, che lo accolsero nella banda.
Si trasferì a Fulham, dove prese casa con la Lyon in Parsons Green prima di spostarsi a Piccadilly. La donna fu arrestata e imprigionata: quando il secondino si rifiutò di farle incontrare Sheppard, questi irruppe nella prigione e la fece evadere.
Sheppard incontrò la giustizia per la prima volta il 5 febbraio 1724, a Clare Market quando venne arrestato per una rapina effettuato con suo fratello Tom e la propria amante Lyon.
Tom, anch'egli educato da carpentiere, aveva già un precedente per furto di attrezzi, e ricevette l'applicazione di un marchio a fuoco sulla mano. Nuovamente arrestato in seguito, il 24 aprile 1724, rivelò i misfatti del fratello per evitarsi l'impiccagione.
Jonathan Wild conosceva l'attività di Sheppard, e questi aveva a volte ricettato dei beni tramite un uomo di Wild William Field. Wild chiese a James Sykes (un altro dei suoi uomini, noto anche come "Hell and Fury") di sfidare Sheppard a una partita a birilli alla casa pubblica di Redgate presso Seven Dials.

## I primi arresti
Sykes tradì Sheppard consegnandolo al signor Price, un connestabile del distretto di St Giles, per guadagnare la ricompensa di 40 sterline offerta per chi aiutasse la cattura di un criminale noto. Il giudice Parry fece chiudere Sheppard nella prigione di St Giles in attesa di interrogatorio, ma la notte stessa, dopo solo tre ore, Sheppard fuggì sfondando il tetto di legno e calandosi con una corda di lenzuola. Ancora in catene, Sheppard si unì alla folla e ne distrasse l'attenzione indicando un'ombra sul tetto, gridando di aver avvistato l'evaso e poi dileguandosi.

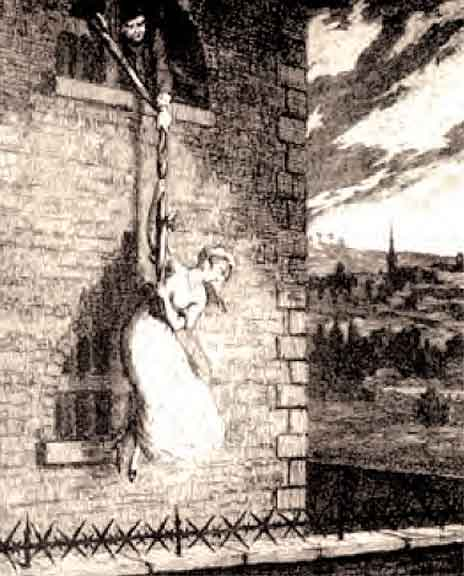
Jack usò una fune di lenzuola annodate per calare Bess durante la loro fuga da New Prison a Clerkenwell.

Il 19 maggio 1724 fu riarrestato mentre praticava il borseggio presso Leicester Square. Venne trattenuto alla prigione di St Ann a Soho, e lì fu visitato il giorno successivo da Lyon; la donna però fu riconosciuta, e anch'essa imprigionata nella stessa cella. Portati davanti al giudice Walters, vennero destinati alla New Prison di Clerkenwell da cui però riuscirono a fuggire pochi giorni dopo.
Il 25 maggio, giorno di pentecoste, Sheppard e Lyon riuscirono a liberarsi dalle manette, a estrarre una barra dalla finestra e a calarsi da questa con una corda di lenzuola: una volta nella corte, uscirono dal cancello principale. L'impresa ebbe grande risonanza, e l'opinione pubblica fu impressionata dal coraggio di quel piccolo ometto accompagnato da una procace e formosa donna.

### Il terzo arresto e il processo
Jonathan Wild cominciò ad ammirare Sheppard, e gli propose di rivendere i beni che questo rubava tramite il proprio circuito criminale, offrendogli una fetta maggiore dei profitti.
Sheppard rifiutò, preferendo lavorare con Joseph "Blueskin" Blake: uno dei loro primi colpi, il 12 luglio 1724 fu ai danni dell'ex datore di lavoro di Sheppard, William Kneebone.
Wild era infastidito dal fatto che Sheppard fosse al di fuori del proprio controllo, e cominciò a tramare per farlo arrestare. Tramite William Field, il ricettatore usato da Sheppard che però lavorava per Wild, informò la polizia dopo aver ottenuto informazioni sulla sua posizione dalla Lyon. Questa, ubriacata di brandy presso un negozio di Temple Bar tradì l'amante.
Fu arrestato nuovamente il 23 luglio 1724 durante una visita al negozio di liquori della madre di "Blueskin" presso Rosemary Lane, a est della Torre di Londra (oggi Royal Mint Street): l'arresto fu condotto da Quilt Arnold un uomo sul libro paga di Wild.
Sheppard fu trattenuto alla Newgate Prison in attesa del processo. Gli vennero imputate tre accuse di furto, ma le prime due non risultarono supportate da prove.
Kneebone, Wild e Field dimostrarono però la terza accusa, proprio quella riguardante la casa di Kneebone. Condannato il 12 agosto con piena colpevolezza, fu condannato a morte.
Lunedì 31 agosto, il giorno in cui fu recapitato l'ordine riportante il giorno dell'esecuzione (il 4 settembre), Sheppard fuggì scardinando una sbarra della finestra della sala degli incontri coi visitatori, grazie all'aiuto della Lyon e di Poll Maggott. L'attenzione non era alta come lo sarebbe stata negli anni successivi, e c'era un solo guardiano ogni novanta prigionieri a Newgate. Alle donne era permesso di passare la notte con gli uomini in cella. Sheppard scappò dalla grata con la sbarra divelta, si travestì da donna con dei costumi portati dall'amante e fuggì con una carrozza fino a Blackfriars Stairs, per poi risalire il Tamigi in barca e arrivare al suo rifugio in Westminster.

### Il quarto arresto
Sheppard si era guadagnato l'affetto del pubblico, divenendo una figura leggendaria: di origine londinese, non praticava la violenza, di volto piacevole e di spirito brillante, sembrava essere in grado di fuggire sempre alla giustizia.
Dopo l'evasione trascorse alcuni giorni visitando la famiglia di un amico a Chipping Warden nel Northamptonshire, ma tornò presto a Londra. Sfuggì alla cattura da parte di Wild e dei suoi uomini, ma il 9 settembre venne scoperto e preso da una posse di Newgate mentre si nascondeva a Finchley Common e fu riportato in cella a Newgate in attesa dell'esecuzione.
La sua fama gli portò molte visite, sia di notabili che di semplici curiosi. Tentò due volte di fuggire, ma fallì poiché le guardie trovarono nella sua cella gli attrezzi per la fuga e fu trasferita nella cella di massima sicurezza del carcere, chiamata "il castello", legato con cavigliere di ferro e incatenato a due perni al suolo.
Sheppard dimostrò ai carcerieri che le pesanti catene erano insufficienti a trattenerlo: usò un chiodo per forzare il lucchetto da cavalli che lo tratteneva, e fu ammanettato con manette più strette e pesanti.
Intanto "Blueskin" Blake fu arrestato da Wild e dai suoi uomini il 9 ottobre, e il fratello di Sheppard, Tom, venne preso per rapina il 10 ottobre e condannato alla deportazione.
Il 15 ottobre Blake venne processato e, nonostante i resoconti di Wild e Field non fossero consistenti con quanto affermato nel processo a Sheppard, venne ritenuto colpevole. Blake, in preda all'ira, attaccò Wild nell'aula di tribunale con un coltello tascabile, tagliandogli la gola. Wild sopravvisse, ma cominciò a perdere il proprio controllo sul suo impero criminale.
La confusione causata dall'incidente con Blake travolse il carcere di Newgate, e nella notte Sheppard ne approfittò per fuggire. Sbloccò i lucchetti delle manette e rimosse le catene, e tentò di scalare il camino nonostante i ceppi alle caviglie. Fermato da una grata nel camino, ne staccò una sbarra, che usò per scardinare una parte del soffitto penetrando così nella "stanza rossa" sopra il "castello", una cella riservata ai prigionieri nobili catturati nella battaglia di Preston.
Sempre con i piedi incatenati, scassinò sei porte di sbarre metalliche fino ad arrivare alla cappella del carcere, da cui salì sul tetto, 20 metri sopra il cortile. Tornò nella sua cella, da cui prese un lenzuolo, e poi di nuovo sul tetto. Da lì passò al tetto di una casa vicina usando il lenzuolo: entrò nella casa e scese le scale, sbucando infine sulla strada poco dopo la mezzanotte senza nemmeno svegliare i proprietari.
Per le strade della città raggiunse una stalla in Tottenham (presso la odierna Tottenham Court Road), ma fu avvistato dal proprietario: interrogato dall'uomo, Sheppard gli raccontò di essere fuggito dalla prigione di Bridewell, in cui era rinchiuso per non aver pagato gli alimenti ad un inesistente figlio illegittimo. L'uomo non denunciò Sheppard, e alcuni giorni dopo un artigiano di passaggio accettò di rimuovere i ceppi del prigioniero in cambio del pagamento di 20 scellini. Manette e ceppi furono in seguito recuperati presso la casa di Kate Cook, una delle amanti di Sheppard.
La fuga lasciò tutti stupiti, e spinse Daniel Defoe, all'epoca un giornalista, a scrivere un articolo per John Applebee, The History of the Remarkable Life of John Sheppard. Nell'articolo si suggerì l'idea che il diavolo stesso avesse aiutato Sheppard nella fuga.

### La cattura
Dopo sole due settimane, Sheppard tornò in città vestito da mendicante, e tentò una rapina presso il banco dei pegni dei fratelli Rawlins: lì riuscì a rubare un abito di seta nera, una spada d'argento, degli anelli, orologi e una parrucca. Con i proventi del furto si travestì da gentiluomo, e passò un giorno e mezzo in compagnia di due prostitute.
Fu arrestato la mattina del primo novembre, ubriaco perso e vestito da nobiluomo.
Sheppard fu chiuso nella Middle Stone Room, al centro del carcere di Newgate e a fianco del "Castello", dove poteva essere sottoposto a sorveglianza diretta. Venne incatenato e legato con 150 chilogrammi di catene e pesi in ferro. La sua fama era tale che i secondini facevano pagare quattro scellini per vederlo, e il pittore reale James Thornhill dipinse un suo ritratto, oggi perduto e di cui restano solo uno schizzo e un'incisione basata sull'opera originale. conservate presso la National Portrait Gallery.
Molti notabili cittadini chiesero a Giorgio I di trasformare la condanna a morte in una condanna di deportazione, adducendo a motivazione il fatto che non avesse mai compiuto atti di violenza, e in virtù del suo buon carattere e dello spirito gioviale.
A Sheppard viene attribuita una frase, rivolta al reverendo Wagstaffe durante una visita: "una lima vale più di tutte le bibbie del mondo."
Sheppard venne portato al cospetto del giudice Powis presso Westminster Hall il 10 novembre. Gli venne offerta la possibilità di denunciare alcuni suoi soci in cambio di una riduzione di pena, ma rifiutò e la condanna a morte fu confermata. Il giorno successivo, "Blueskin" Blake venne impiccato e Sheppard fu trasferito alla cella dei condannati.

## L'esecuzione
Il lunedì successivo, il 16 novembre, Sheppard fu portato alla gogna di Tyburn per essere impiccato. Un suo piano di evasione fallì quando il suo coltellino venne scoperto poco prima della partenza da Newgate.
Una processione si formò per le strade di Londra, quando il carro di Sheppard fu portato per Holborn e Oxford Street, accompagnato da una guardia di polizia cittadina. L'evento vide circa 200.000 partecipanti, un terzo della popolazione londinese. Una volta arrivati alla taverna "City of Oxford" a Sheppard fu concessa una pinta di Sherry.
Nei festeggiamenti in onore del condannato venne messa in vendita la autobiografia "ufficiale" scritta da Defoe.
L'esecuzione fu lunga e crudele: il fisico minuto che aveva aiutato Sheppard nelle fughe gli causò una lenta morte per strangolamento quando il cappio non riuscì a spezzargli il collo. Dopo 15 minuti dall'esecuzione, il corpo fu abbassato, e le guardie dovettero respingere la folla che cercava di raggiungere il corpo. L'intervento delle guardie fece fallire l'ultimo tentativo di fuga: alcuni amici di Sheppard stavano cercando di recuperare il corpo per farlo poi rianimare da un medico. Il cadavere fu sepolto nella chiesa di St Martin's-in-the-Fields la sera stessa.

## L'eredità
Dopo l'esecuzione Sheppard fu portato come esempio positivo in numerosi articoli, libelli e ballate, e subì numerosi adattamenti teatrali.
Il pantomimo Harlequin Sheppard di John Thurmond fu presentato al Theatre Royal, Drury Lane già il 28 novembre.
La farsa in tre atti Newgate Calendar e la commedia The Prison-Breaker vennero pubblicate in stampa (ma mai rappresentate), e furono poi adattate nel musical The Quaker's Opera. Il British Journal il 4 dicembre 1724 pubblicò un dialogo immaginario tra Sheppard e Giulio Cesare, in cui il criminale si raccontava comparandosi all'antico imperatore.
L'opera principale sulla vita di Sheppard fu L'opera del mendicante, di John Gay del 1728. Il protagonista Macheath è ispirato a Sheppard, mentre l'antagonista, Peachum, è una trasposizione di Jonathan Wild. L'opera fu poi ispirazione per L'opera da tre soldi di Bertolt Brecht e Kurt Weill (1928).
Il mito di Sheppard fu ispirazione per William Hogarth, che produsse nel 1747 una serie di 12 incisioni dal titolo Industry and Idleness, che mostra il passaggio dell'apprendista Tom Idle dal lavoro onesto al crimine e alla morte per esecuzione, mentre il suo compagno Francis Goodchild, che si impegna nel lavoro, diventa ricco e infine sindaco della città.

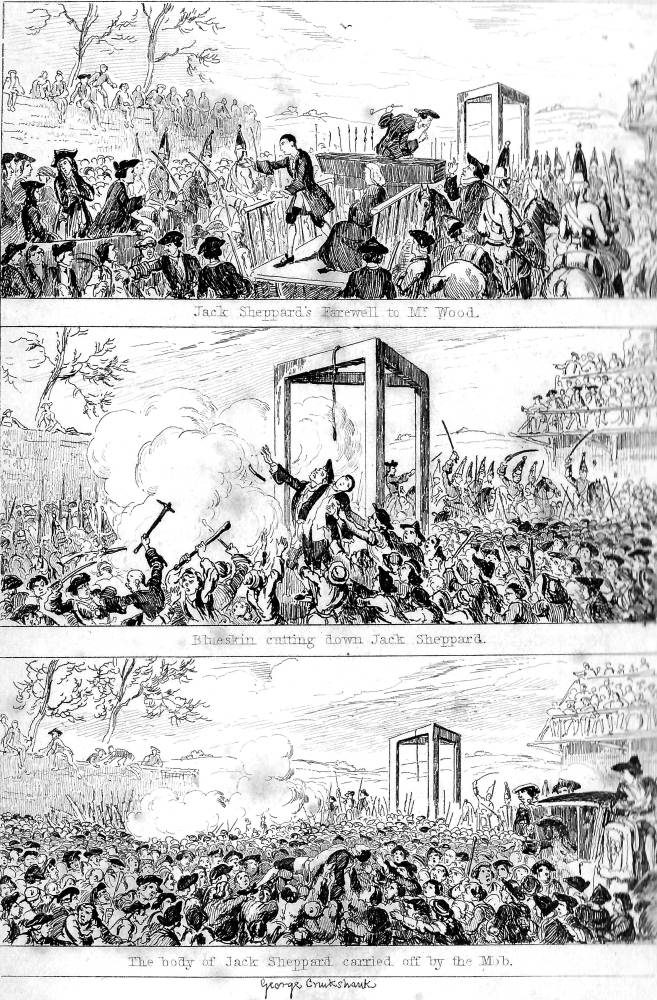
"The Last Scene" di George Cruikshank del 1839, realizzato per illustrare il racconto Jack Sheppard di William Harrison Ainsworth. La didascalia cita "L'addio di Jack Sheppard a Mr Wood", "Blueskin taglia la corda di Jack Sheppard", e "Il corpo di Jack Sheppard portato dalla folla".

Nel 1825 fu pubblicato un melodramma, Jack Sheppard, The Housebreaker, or London in 1724, di W.T. Moncrieff, mentre William Harrison Ainsworth trasse dalla vicenda una serie di racconti intitolati Jack Sheppard e pubblicati a puntate nel Bentley's Miscellany a partire dal gennaio 1839. L'opera fu illustrata da George Cruikshank e fu pubblicata insieme al finale di Oliver Twist di Charles Dickens.
L'opera è fedele ai fatti, ma mostra Sheppard come un eroe avventuriero. Il racconto divenne popolarissimo, e venne pubblicato come libro nello stesso anno, ancor prima che tutte le puntate fossero pubblicate. Il libro vendette più del ben più celebre Oliver Twist e ricevette un adattamento teatrale nell'ottobre 1839 ad opera di John Buckstone.
Le pubblicazioni scatenarono una vera e propria mania, che generò stampe, fumetti, souvenir e canti popolari. Lord Chamberlain emise un veto, il Licensing Act 1737, nella città di Londra, ad ogni pubblicazione col nome di "Jack Sheppard" nel titolo.
Courvousier, il valletto che uccise Lord William Russell, affermò di essere stato ispirato dalle storie su Sheppard a commettere l'omicidio. Frank e Jesse James scrissero al Kansas City Star firmandosi "Jack Sheppard". Il veto non impedì la pubblicazione di parodie e commedie grottesche, tra cui Little Jack Sheppard (1885-86) di Henry Pottinger Stephens, con musiche di Meyer Lutz.
La storia ha ispirato diverse opere: due film muti (The Hairbreadth Escape of Jack Sheppard, 1900 e Jack Sheppard, 1923), un libro (The Road to Tyburn, di Christopher Hibbert, 1957), un dramma in costume (Where's Jack?, diretto da James Clavell, con Tommy Steele, 1969), un progetto cinematografico naufragato nel 2000 (Jack Sheppard and Jonathan Wild, con Tobey Maguire e Harvey Keitel), un dramma televisivo del 2002 (Invitation to a Hanging) e una serie di racconti di Neal Stephenson (The Baroque Cycle, 2003-2004).
Bram Stoker ha inserito un riferimento a Sheppard in Dracula e anche William Thackeray lo menziona nel suo La fiera della vanità.